# Alfonso Paso
Alfonso Paso Gil (Madrid, 12 de septiembre de 1926-Madrid, 10 de julio de 1978) fue un dramaturgo español, autor de sainetes dramáticos,
comedias, tragedias y obras de denuncia social. Sus libretos destacaron por el humor reflejado en los diálogos y la originalidad de las situaciones y personajes.

## Biografía
Alfonso Paso Gil nació en Madrid en el seno de una familia de autores teatrales, artistas y especialmente músicos. Fue hijo de Antonio Paso y Cano, dramaturgo y libretista de zarzuelas de la generación del 98, y de la actriz Juana Gil. Tío suyo era Manuel Paso, poeta y periodista. Era hermano, además, de Antonio Paso Díaz, padre a su vez de Encarna Paso.
Tras abandonar la carrera de ingeniero aeronáutico, estudió Filosofía y Letras, en la rama de Historia de América y Arqueología, consiguiendo el Premio Extraordinario fin de carrera en 1952. También estudió medicina y en 1974 se licenció en periodismo. Contrajo matrimonio con Evangelina Jardiel Poncela (hija de Enrique Jardiel Poncela) y fueron padres de las actrices Paloma Paso Jardiel y Rocío Paso Jardiel.
En 1968, Alfonso Paso llegó a tener siete obras en cartel en siete teatros de Madrid, y tarde y noche, durante varios meses, el cartel de «No hay localidades» figuraba en todos ellos.
Él mismo trabajaba a veces como actor en sus propias obras, y viajó por todo el mundo para presentarlas.
En el plano político estaba próximo a los postulados de la  derecha, simpatizando con Fuerza Nueva.
Falleció en Madrid en 1978 a los cincuenta y un años de edad, víctima de un cáncer. 
Su hija Almudena Paso Martorell, sigue trabajando con éxito, para que sus obras teatrales se den a conocer en todo el mundo.
Su hijo Alfonso Paso (www.alfonsopaso.es), el benjamín de sus hijos, sigue la tradición artística familiar cómo dramaturgo, profesor de poesía escénica y autor de ‘Desiderata para un dragón’ (2022), también subcampeón de poetry slam España 2023.

## Trayectoria
Su primera comedia, Un tic-tac de reloj, la escribió en 1946 y constaba de un solo acto. Intentó en los inicios de su carrera una renovación teatral, con obras como Juicio contra un sinvergüenza y Los pobrecitos, pero se plegó a los gustos de la clase media de los años cincuenta y sesenta, escribiendo un teatro de evasión, más dedicado a entretener. Su éxito fue enorme, llegando a ser el dramaturgo más fecundo del teatro de posguerra, y es posible que fuera uno de los primeros autores teatrales que se hizo con una pequeña fortuna. En 1968 gozaba de tanta popularidad que mantenía siete obras en cartel en siete teatros de Madrid, con tres funciones diarias. Este éxito comercial tiene mucho que ver con el hecho de que algunas de sus obras fueron compradas para el cine.
Varios años después de su muerte sus obras siguen siendo de gran interés, por lo que continúan representándose con buena acogida en países como Alemania, Turquía, República Checa, Hungría y México, entre otros.
Sus obras han sido traducidas a más de veinticuatro idiomas, entre ellos italiano, francés, inglés, alemán, portugués o árabe. Fue el primer autor español vivo que estrenó en Broadway, con la comedia El canto de la cigarra.
El director y actor de teatro español José Vilar, gran admirador de Paso, hizo célebres muchas de sus obras en la televisión peruana y chilena desde mediados de la década de los setenta hasta inicios de los ochenta.

## Reconocimientos

### Teatrales
- Premio Carlos Arniches, por Los pobrecitos (1957).
- Premio Álvarez Quintero de la Real Academia Española, por El cielo dentro de casa (1960)
- Encomienda de Isabel la Católica (1961)
- Premio Maria Rolland, por Las que tienen que servir (1962)
- Premio de la Crítica de Barcelona, por Sí quiero (1965)
- Premio Leopoldo Cano de Valladolid, por Querido Profesor (1966)
- Medalla de Plata con ramas de Roble al Mérito en el Trabajo (1973)
- Premio Café de Gijón, por su novela Ministro (1975).

Sus obras El cielo dentro de casa y En El Escorial, cariño mío fueron seleccionadas en 1977 como objeto de estudio por la Academia Sueca.

### Cinematográficos
Medallas del Círculo de Escritores Cinematográficos
| Año  | Categoría                | Película       | Resultado |
| ---- | ------------------------ | -------------- | --------- |
| 1954 | Mejor argumento original | Sierra maldita | Ganador   |

## Obra básica
Teatro (obras más conocidas)
- Juicio contra un sinvergüenza (1952)
- Una bomba llamada Abelardo (1953)
- Los pobrecitos (1957)
- El cielo dentro de casa (1957)
- Usted puede ser un asesino (1958, llevada al cine)
- Papá se enfada por todo (1959)
- No hay novedad, Doña Adela (1959)
- La boda de la chica (1960)
- Pregunta por Julio César (1960)
- Cuidado con las personas formales (1960)
- Cosas de papá y mamá (1960)
- Cuatro y Ernesto (1960)
- Sentencia de muerte (1960)
- Una tal Dulcinea (1961)
- Vamos a contar mentiras (1961)
- Aurelia y sus hombres (1961, Premio Nacional de Teatro)
- Los derechos de la mujer (1962)
- Al final de la cuerda (1962)
- De profesión, sospechoso (1962)
- Las que tienen que servir (1962)
- El mejor mozo de España (1962)
- Sosteniendo el tipo (1962)
- El canto de la cigarra (1963)
- Las mujeres los prefieren pachuchos (1963)
- La corbata, (1963)
- Los Palomos (1964, llevada al cine)
- Carmen tomó la roja, (1964)
- La oficina (1965)
- Educando a un idiota (1965)
- Enseñar a un sinvergüenza (1966)
- ¡Estos chicos de ahora! (1967)
- Atrapar a un asesino (1968)
- ¡Cómo está el servicio! (1968)
- Viuda ella, viudo él (1968)
- Una monja (1968)
- El armario (1969)
- Nerón-Paso (1969)
- Tú me acostumbraste (1970)

Narrativa
- Ministro (1975, llevada al cine)

Periodismo
- Colaboró asiduamente en los periódicos ABC y El Alcázar.

Cine en España
- Guionista:
  - Un tesoro en el cielo (1957)
  - Aquellos tiempos del cuplé (1958)
  - Las dos y media y veneno (1959)
  - Pregunta por Julio César (1960)
  - Cena de matrimonios (1962)
  - Querido profesor (1966, en la que también actuó)
  - Amor a la española (1966)
  - Cuatro noches de boda (1969)
  - Préstamela esta noche (1978)

- Guionista y director:
  - Vamos por la parejita (1969)
  - No somos ni Romeo ni Julieta (1969)
  - Los extremeños se tocan (1970)
  - La otra residencia (1970)
  - Ligue Story (1972)
  - Celos, amor y Mercado Común (1973)

Cine en Argentina
- Buscando a Mónica (1962)
- Fiebre de primavera (1965)
- Una sueca entre nosotros (1966, en la que actuó)
- De profesión sospechosos (1966)
- Vivir es formidable (1966)
- Operación San Antonio (1968)
- Me gusta esa chica (1973)
- Operación Comando (1980)
- Mingo y Aníbal en la mansión embrujada (1986)

Televisión
- Firmado Pérez (1963)
- Remite: Maribel (1970)
- El último café (1970-1972)
- Compañera te doy (1973)
- Si yo fuera rico (1973-1974)